# Pinus wangii
Espèce
Synonymes
- Pinus parviflora var. wangii (Hu & W.C.Cheng) Eckenw.[1]

Statut de conservation UICN

 EN B1ab(ii,iii,v)+2ab(ii,iii,v) : En danger
Pinus wangii est une espèce de plantes de la famille des Pinaceae.

## Publication originale
- Bulletin of the Fan Memorial Institute of Biology, new series 1(2): 191. 1948.